# Кінгс-Веллі (Орегон)
Кінгс-Веллі (англ. Kings Valley) — переписна місцевість (CDP) в США, в окрузі Бентон штату Орегон. Населення — 56 осіб (2020).

## Географія
Кінгс-Веллі розташований за координатами 44°41′53″ пн. ш. 123°25′35″ зх. д. / 44.69806° пн. ш. 123.42639° зх. д. (44.698013, -123.426401).  За даними Бюро перепису населення США в 2010 році переписна місцевість мала площу 1,78 км², уся площа — суходіл.

## Демографія
Згідно з переписом 2010 року, у переписній місцевості мешкало 65 осіб у 23 домогосподарствах у складі 18 родин. Густота населення становила 37 осіб/км².  Було 25 помешкань (14/км²).
Расовий склад населення:
| - 87,7 % — білих - 1,5 % — азіатів |

До двох чи більше рас належало 10,8 %. Частка іспаномовних становила 6,2 % від усіх жителів.
За віковим діапазоном населення розподілялося таким чином: 27,7 % — особи молодші 18 років, 58,5 % — особи у віці 18—64 років, 13,8 % — особи у віці 65 років та старші. Медіана віку мешканця становила 43,5 року. На 100 осіб жіночої статі у переписній місцевості припадало 109,7 чоловіків;  на 100 жінок у віці від 18 років та старших — 88,0 чоловіків також старших 18 років.
Цивільне працевлаштоване населення становило 14 особи. Основні галузі зайнятості: сільське господарство, лісництво, риболовля — 50,0 %.